# ホーキンス手榴弾
ホーキンス手榴弾（ホーキンスしゅりゅうだん）とは第二次世界大戦中にイギリスで用いられた対戦車手榴弾である。制式名称はGrenade, Hand, Anti-tank, No. 75。これはダンケルク撤退の結果、イギリス陸軍およびホーム・ガード用に開発された一群の手榴弾の中の一種である。
本手榴弾が最初に世に出たのは1942年であり、No.73手榴弾やNo.74対戦車手榴弾のような既存の手榴弾よりも多用途に設計された。多用途手榴弾はしばしば戦車の破壊に用いられ、もしくはこうした車輌の履帯を使えなくした。またこの手榴弾は爆破用の機材としても用いられた。

## 開発
フランス戦が終了した後、1940年5月26日から6月4日にかけてイギリス海外派遣軍はダンケルクの港から撤退し、ナチス・ドイツによるイギリスへの侵攻、アシカ作戦がはじまるように思われた。しかしながら、国家を防衛するイギリス陸軍の装備はこのような経緯の後では良好とは言えなかった。ダンケルク撤退から一週間後、軍は27個師団しか展開できなかった。イギリス陸軍では特に対戦車砲が欠乏し、これらのうち840門がフランスの彼方に失われ、167門のみがイギリスで使用可能だった。残された砲のための弾薬もまた不十分であり、規定ではたった一発の砲弾も訓練用として許されなかった。
こうした欠乏の結果、ナチス・ドイツの装甲戦闘車両を追い払う手段として、イギリス陸軍やホーム・ガードの装備用に一群の新しい対戦車兵器が開発されることとなった。こうしたものの多くは対戦車手榴弾であり、これらの大多数は非常に短期間に製造可能でかつ低コストとされた。これらには魔法瓶サイズのボトルにTNTを詰めたNo.73手榴弾や、強力な接着剤で弾体を覆い、車輌にくっつくNo.74対戦車手榴弾などが含まれる。もっと多用途な手榴弾が出現したのは1942年で、Grenade, Hand, Anti-tank, No. 75と名付けられ、より一般的にはホーキンス手榴弾として知られた。設計により、幾つかの用途に用いることができた。

## 設計
この手榴弾は長方体の形状で、全長は約150mm、全幅は約75mm、全重はおよそ1.02kgである。
内蔵する爆発物は0.45kgで、通常はアンモナルかTNTが使われた。手榴弾の上面には板金で成形されたカバー付きホルダーが装着されていて、ここに使用者が化学点火装置を挿入し、これは本兵器の信管として作動した。車輌がこの兵器の上を通過すると重量で板が壊れ、点火装置が割られる。それから酸が感度の高い化学薬品の上に漏れ出て炸薬を起爆させる。
本手榴弾は普通の対戦車手榴弾のように車両に投擲できるようにも設計され、もしくは対戦車地雷として使えるような箇所にも置かれた。この部分には信管や導爆線も取り付けることができ、この手榴弾を爆破機材としても使うことができた。手榴弾が使われる際には、使用者が目標車両からある程度距離を置くことが勧められ、理想的には塹壕内に身を隠すこととされた。もし目標が装甲車輌である場合、目標の破壊に最適な箇所は機関室の配される側面や後部で、普通ここは装甲が薄かった。

## 実戦投入
1942年に出現したこの手榴弾は、イギリス陸軍では1955年まで実戦配備された。アメリカ陸軍もこの手榴弾を使い、自軍用の派生型としてM7対戦車地雷を作り出した。対戦車用途に用いた場合、幾つかの手榴弾が「連鎖」するよう一緒につながれ、間隔は約2フィートとされた。
また装甲車両に損害を負わせるよう、道路を横切って並べられた。これは特に戦車の履帯を傷つける効果があった。十分な数の手榴弾が一緒に結束された場合、これらは中戦車を無力化する能力があった。
ホーキンス手榴弾は壁の破壊のような他の任務にも使われ、小さなサイズによって鉄道網の中に容易に仕込める手段ともなり、また起爆したときには線路の一部を壊すことができた。
この手榴弾には、当時流通していた床磨き剤にちなんで「ジョンソンのワックス缶」というあだ名が寄せられた。

## 使用国
- イギリス[2]
- アメリカ合衆国[2]

## 登場作品
- プライベート・ライアン - 終盤の戦闘で、アメリカ軍空挺隊がホーキンス手榴弾に電気雷管を取り付け、仕掛け爆薬として使用。